# Рибничко језеро
Рибничко језеро се налази на 8 km од насеља Златибор, на пола пута до ски центра на Торнику и Манастира Увац. Оно је по настанку вештачко, друго је по величини на Златибору. Дуго је 2 km, а површина му је 0,4 km². Настало је 1971. године, преграђивањем реке Црни Рзав код Рибнице, за потребе снабдевања насеља Краљеве Воде и Чајетине пијаћом водом. Огромна брана подсећа на ону саграђену на Ђердапу у малом. Око језера се налази четинарска шума. Боја воде у језеру је тамна због тамног камена којим је покривено дно језера. Вода је невероватно чиста и бистра.
Језеро је, како сам назив каже богато различитим врстама рибе као што су: клен, пастрмка, шаран, лињак, сом. Језеро је погодно за риболов и рекреацију. Купање у језеру је званично забрањено, мада се током летњих месеци бројни туристи расхлађују у језеру.